# Jantar (gromada)
Jantar – dawna gromada, czyli najmniejsza jednostka podziału terytorialnego Polskiej Rzeczypospolitej Ludowej w latach 1954–1972.
Gromady, z gromadzkimi radami narodowymi (GRN) jako organami władzy najniższego stopnia na wsi, funkcjonowały od reformy reorganizującej administrację wiejską przeprowadzonej jesienią 1954 do momentu ich zniesienia z dniem 1 stycznia 1973, tym samym wypierając organizację gminną w latach 1954–1972.
Gromadę Jantar z siedzibą GRN w Jantarze utworzono – jako jedną z 8759 gromad na obszarze Polski – w powiecie nowodworsko-gdańskim w woj. gdańskim na mocy uchwały nr 22/III/54 WRN w Gdańsku z dnia 5 października 1954. W skład jednostki wszedł obszar dotychczasowej gromady Jantar oraz teren poregulacyjny miejscowości Stegienka (karta mapy Nr 1) z dotychczasowej gromady Stegienka ze zniesionej gminy Stegna, a także obszar dotychczasowej gromady Mikoszewo oraz PGR Izbiska i Instytut Torfowy z dotychczasowej gromady Izbiska ze zniesionej gminy Drewnica w tymże powiecie. Dla gromady ustalono 12 członków gromadzkiej rady narodowej.
1 stycznia 1959 gromadę zniesiono, włączając jej obszar do gromady Stegna w tymże powiecie.